# Narvabukten

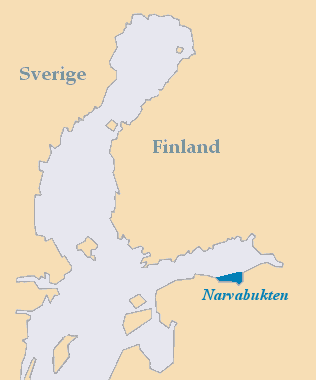
Narvabukten.

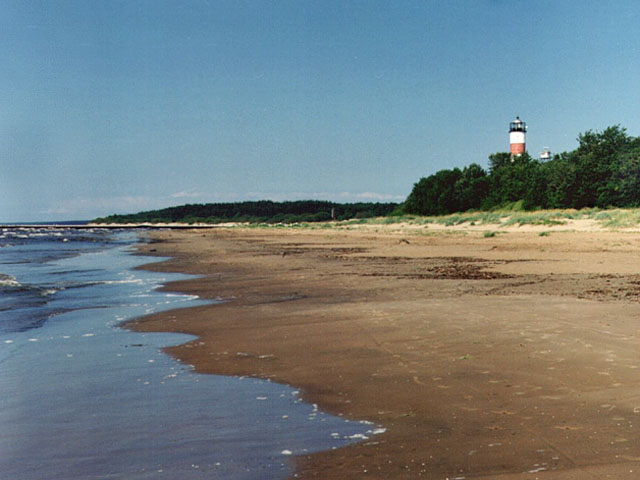
Fyr utmed Estlands kust

Narvabukten är en bukt som ligger på gränsen mellan Estland och Ryssland. Den ligger utmed Finska vikens södra strand och floden Narva har sitt utflöde i bukten. På den estländska västra sidan ligger städerna Sillamäe och Narva-Jõesuu, både belägna i landskapet Ida-Virumaa. I öster begränsas bukten av halvön Kurgalskij som ligger på den ryska sidan. 